# 高田富之
高田 富之（たかだ とみゆき、1912年3月26日 - 1999年10月14日）は、日本の政治家。埼玉県深谷市出身。

## 経歴
実業家・高田良平の長男として生まれる。旧制松江高等学校を経て1937年に東北帝国大学法文学部を卒業後、宇野弘蔵の元で東北大学法文学部経済学教室副手となる。
繊維需給調整協議会調査課長・全国商工経済会企画部主事・日農県連会長・全国連書記長を歴任。
人民戦線事件で宇野と共に逮捕されるが起訴猶予となる。
戦後、日本共産党に入党し、1949年の第24回衆議院議員総選挙で埼玉3区で当選する。しかし、1951年に共産党が51年綱領を出して武装闘争に舵を切り、翌年の第25回衆議院議員総選挙ではそのあおりで落選（共産党の全議員が落選した）。その後党に反対して脱退、左派社会党に入党した。
1958年の第28回衆議院議員総選挙で返り咲き、日本社会党国会議員として1983年まで活動した。
当選通算10回。この間、革新系のベテランとして、衆院災害対策特別委・決算委の各委員長、社会党衆・参両院議員総会長を歴任した。

## 著書
- 『日本における社会主義の基礎理論』日本社会党深谷支部教宣部、1961年。
- 『日本の社会主義』日本社会党機関紙局、1962年。
- 『日本農業と構造改革』日本社会党機関紙局、1962年。
- 『私の社会民主主義』1982年。

## 受賞
- 深谷市名誉市民
- 勲一等瑞宝章